# Polnischer Fußballpokal 2023/24
Der Puchar Polski 2023/24 war die 70. Ausspielung des polnischen Pokalwettbewerbs. Er begann am 2. August 2023 mit den Vorrundenspielen und endete am 2. Mai 2024 mit dem Finale in dem Stadion Narodowy in Warschau. Zweitligist Wisła Krakau konnte den Pokal zum insgesamt fünften Mal gewinnen, zuletzt war das 2003 der Fall.

## Modus
In allen Runden wurden die Begegnungen in einem Spiel entschieden. Bei unentschiedenem Ausgang gab es eine Verlängerung von zweimal 15 Minuten und gegebenenfalls ein Elfmeterschießen.
Mannschaften, die in den sechs höchsten Ligen (von der Ekstraklasa bis zur Bezirksklasse) spielen, waren verpflichtet, an den polnischen Pokalwettbewerben 2023/2024 auf zentraler und regionaler Ebene (Provinzfußballverbände) teilzunehmen, während andere Mannschaften auf freiwilliger Basis am polnischen Pokal teilnehmen konnten. Mannschaften, die in der Saison 2023/2024 auf die Teilnahme am Wettbewerb auf mittlerer Ebene verzichteten, waren in den nächsten beiden Wettbewerbszyklen nicht zur Teilnahme am polnischen Pokalwettbewerb berechtigt. Voraussetzung für die Teilnahme war der Besitz einer Lizenz, die zur Teilnahme am Meisterschaftswettbewerb in der Saison 2023/2024 berechtigt.

## Spieltermine
| Runde         | Datum                            |
| ------------- | -------------------------------- |
| Vorrunde      | 2. bis 10. August 2023           |
| 1. Runde      | 19. bis 28. September 2023       |
| 2. Runde      | 31. Oktober bis 8. November 2023 |
| Achtelfinale  | 5. bis 7. Dezember 2023          |
| Viertelfinale | 27. bis 29. Februar 2024         |
| Halbfinale    | 3. April 2024                    |
| Finale        | 2. Mai 2024                      |

## Teilnehmende Mannschaften
70 Mannschaften waren qualifiziert.
| Teilnahme ab der 2. Runde                                      | Teilnahme ab 1. Runde | Teilnahme ab 1. Runde | Teilnahme ab 1. Runde | Teilnahme ab Vorrunde                     | Teilnahme ab Vorrunde |
| Ekstraklasa 2022/23 4 Vereine (Platz 1 – 4)                    | Ekstraklasa 2022/23 14 Vereine (Platz 5 – 18) | 1. Liga 2022/23 16 Vereine (Platz 1 – 16) | 16 regionale Pokalsieger der Woiwodschaften der Saison 2022/23 | 1. Liga 2022/23 2 Vereine (Platz 17 – 18) | 2. Liga 2022/23 17 Vereine (Platz 1 – 17) |
| Legia Warschau (TV) Lech Posen Pogoń Stettin Raków Częstochowa | KS Cracovia Górnik Zabrze Jagiellonia Białystok Korona Kielce Lechia Gdańsk Miedź Legnica Piast Gliwice Radomiak Radom Śląsk Wrocław Stal Mielec Warta Posen Widzew Łódź Wisła Płock Zagłębie Lubin | Arka Gdynia Bruk-Bet Termalica Nieciecza Chrobry Głogów Górnik Łęczna GKS Katowice ŁKS Łódź Odra Opole Podbeskidzie Bielsko-Biała Puszcza Niepołomice CWKS Resovia Ruch Chorzów Stal Rzeszów Skra Częstochowa GKS Tychy Wisła Krakau Zagłębie Sosnowiec | 3. Liga Concordia Elbląg (WN) Sokol Kleczew (WP) KSZO Ostrowiec Świętokrzyski (SK) Stal Stalowa Wola (PK) Perpetual Kraków (MA) Zawisza Bydgoszcz (KP) Carina Gubin (LB) Unia Skierniewice (LD) Legia II Warschau (MZ) Miedź II Legnica (DS) Stal Brzeg (OP) Jagiellonia II Białystok(PO) Polonia Bytom (SL) Pogoń II Stettin (ZP) 4. Liga Gryf Wejherowo (PM) Start Krasnystaw (LU) | Chojniczanka Chojnice Sandecja Nowy Sącz  | Garbarnia Kraków GKS 1962 Jastrzębie Górnik Polkowice Hutnik Kraków KKS 1925 Kalisz Kotwica Kołobrzeg Lech II Posen Motor Lublin Olimpia Elbląg Polonia Warschau Stomil Olsztyn Pogoń Siedlce Radunia Stężyca Siarka Tarnobrzeg Śląsk Wrocław II Wisła Puławy Zagłębie II Lubin Znicz Pruszków |

## Vorrunde
Die Spiele der Vorrunde fanden zwischen dem 2. und 10. August 2023 mit den Mannschaften auf den Plätzen 17 und 18 der 1. Liga 2022/23 sowie den 18 Teams der 2. Liga 2022/23 statt. Die Vereine traten nach folgendem Schlüssel an: (* 1. Liga) 17*–18, 18*–17, 1–16, 2–15, 3–14, 4–13, 5–12, 6–11, 7–10, 8–9.
|                       | Ergebnis              |                     |
| 2. August 2023        | 2. August 2023        | 2. August 2023      |
| --------------------- | --------------------- | ------------------- |
| Kotwica Kołobrzeg     | 2:1                   | Zagłębie Lubin II   |
| 8. August 2023        |                       |                     |
| Znicz Pruszków        | 4:1                   | Górnik Polkowice    |
| KKS 1925 Kalisz       | 1:1 n. V. (3:0 i. E.) | GKS 1962 Jastrzębie |
| 9. August 2023        |                       |                     |
| Pogoń Siedlce         | 2:1                   | Olimpia Elbląg      |
| Sandecja Nowy Sącz    | 1:2                   | Garbarnia Kraków    |
| Stomil Olsztyn        | 1:2                   | Radunia Stężyca     |
| Wisła Puławy          | 2:0                   | Hutnik Kraków       |
| Chojniczanka Chojnice | 2:0                   | Śląsk Wrocław II    |
| Motor Lublin          | 1:0                   | Lech II Posen       |
| 10. August 2023       |                       |                     |
| Polonia Warschau      | 3:2                   | Siarka Tarnobrzeg   |

## 1. Runde
Die Spiele wurden vom 19. bis 28. September 2023 ausgetragen. Es nahmen die 10 Gewinner der Vorrundenspiele teil. Hinzu kamen die 14 Vereine der Ekstraklasa (Platz 5 bis 18), die besten 16 Vereine der 1. Liga sowie die 16 regionalen Pokalsieger der Woiwodschaften.
|                              | Ergebnis              |                              |
| 19. September 2023           | 19. September 2023    | 19. September 2023           |
| ---------------------------- | --------------------- | ---------------------------- |
| Miedź II Legnica             | 0:3                   | Stal Rzeszów                 |
| 26. September 2023           |                       |                              |
| Pogoń Siedlce                | 1:3                   | Podbeskidzie Bielsko-Biała   |
| Concordia Elbląg             | 0:4                   | Widzew Łódź                  |
| Odra Opole                   | 1:2                   | Stal Mielec                  |
| Motor Lublin                 | 0:1                   | Puszcza Niepołomice          |
| Jagiellonia II Białystok     | 1:2                   | Korona Kielce                |
| KKS 1925 Kalisz              | 2:3                   | ŁKS Łódź                     |
| Start Krasnystaw             | 0:4                   | Zawisza Bydgoszcz            |
| Wisła Puławy                 | 3:1                   | Chrobry Głogów               |
| Wieczysta Kraków             | 0:4                   | Piast Gliwice                |
| Skra Częstochowa             | 2:3 n. V.             | Polonia Warschau             |
| Jagiellonia Białystok        | 2:0                   | Śląsk Wrocław                |
| Miedź Legnica                | 0:2                   | Arka Gdynia                  |
| 27. September 2023           |                       |                              |
| Stal Brzeg                   | 4:0                   | Unia Skierniewice            |
| Sokol Kleczew                | 2:3 n. V.             | Zagłębie Lubin               |
| Stal Stalowa Wola            | 2:0                   | Znicz Pruszków               |
| Carina Gubin                 | 4:1                   | Radunia Stężyca              |
| Legia II Warschau            | 3:2                   | Ruch Chorzów                 |
| KSZO Ostrowiec Świętokrzyski | 1:2                   | Warta Posen                  |
| GKS Katowice                 | 0:4                   | Górnik Łęczna                |
| Gryf Wejherowo               | 1:3                   | Zagłębie Sosnowiec           |
| Górnik Łęczna                | 3:4                   | KS Cracovia                  |
| Garbarnia Kraków             | 2:1                   | Radomiak Radom               |
| Chojniczanka Chojnice        | 2:3                   | CWKS Resovia                 |
| 28. September 2023           |                       |                              |
| GKS Tychy                    | 3:1                   | Wisła Płock                  |
| Kotwica Kołobrzeg            | 4:4 n. V. (3:4 i. E.) | Bruk-Bet Termalica Nieciecza |
| Pogoń II Stettin             | 1:4                   | Polonia Bytom                |
| Wisła Krakau                 | 2:1 n. V.             | Lechia Gdańsk                |

## 2. Runde
Die Spiele der 2. Runde fanden zwischen dem 31. Oktober und 8. November 2023 statt. Es nahmen die 28 Gewinner der 1. Runde sowie die besten 4 Teams der Ekstraklasa 2022/23 teil.
|                              | Ergebnis         |                       |
| 31. Oktober 2023             | 31. Oktober 2023 | 31. Oktober 2023      |
| ---------------------------- | ---------------- | --------------------- |
| Stal Brzeg                   | 0:4              | Warta Posen           |
| Bruk-Bet Termalica Nieciecza | 0:1              | Piast Gliwice         |
| Carina Gubin                 | 1:0              | Stal Stalowa Wola     |
| Stal Rzeszów                 | 1:0              | Puszcza Niepołomice   |
| Legia II Warschau            | 2:4 n. V.        | Korona Kielce         |
| Zawisza Bydgoszcz            | 0:4              | Lech Posen            |
| Zagłębie Sosnowiec           | 1:2 n. V.        | Górnik Zabrze         |
| 2. November 2023             |                  |                       |
| KS Cracovia                  | 1:0              | Zagłębie Lubin        |
| GKS Tychy                    | 0:3              | Legia Warschau        |
| ŁKS Łódź                     | 0:2 n. V.        | Raków Częstochowa     |
| 7. November 2023             |                  |                       |
| Podbeskidzie Bielsko-Biała   | 0:1              | Pogoń Stettin         |
| Wisła Krakau                 | 3:0              | Polonia Warschau      |
| 8. November 2023             |                  |                       |
| Garbarnia Kraków             | 2:4 n. V.        | Stal Mielec           |
| Polonia Bytom                | 1:3 n. V.        | Arka Gdynia           |
| CWKS Resovia                 | 1:3              | Jagiellonia Białystok |
| Wisła Puławy                 | 1:4              | Widzew Łódź           |

## Achtelfinale
Die Achtelfinalpartien fanden zwischen dem 5. und 7. Dezember 2023 statt. An dieser Runde nahmen die 16 Gewinner der vorherigen Runde teil.
|                       | Ergebnis         |                  |
| 5. Dezember 2023      | 5. Dezember 2023 | 5. Dezember 2023 |
| --------------------- | ---------------- | ---------------- |
| Pogoń Stettin         | 2:1 n. V.        | Górnik Zabrze    |
| Jagiellonia Białystok | 2:0              | Warta Posen      |
| 6. Dezember 2023      |                  |                  |
| Stal Mielec           | 1:2              | Widzew Łódź      |
| Raków Częstochowa     | 1:0 n. V.        | KS Cracovia      |
| Korona Kielce         | 2:1 n. V.        | Legia Warschau   |
| 7. Dezember 2023      |                  |                  |
| Carina Gubin          | 2:5              | Piast Gliwice    |
| Wisła Krakau          | 4:1              | Stal Rzeszów     |
| Arka Gdynia           | 0:1              | Lech Posen       |

## Viertelfinale
Das Viertelfinale wurde am 27. und 28. Februar 2024 ausgetragen. An dieser Runde nahmen die 8 Gewinner der vorherigen Runde teil.
|                       | Ergebnis         |                   |
| 27. Februar 2024      | 27. Februar 2024 | 27. Februar 2024  |
| --------------------- | ---------------- | ----------------- |
| Lech Posen            | 0:1 n. V.        | Pogoń Stettin     |
| Piast Gliwice         | 3:0              | Raków Częstochowa |
| 28. Februar 2024      |                  |                   |
| Wisła Krakau          | 2:1 n. V.        | Widzew Łódź       |
| Jagiellonia Białystok | 2:1 n. V.        | Korona Kielce     |

## Halbfinale
Die beiden Halbfinalpartien finden am 3. April 2024 statt. An dieser Runde nehmen die 4 Gewinner der vorherigen Runde teil.
|               | Ergebnis      |                       |
| 3. April 2024 | 3. April 2024 | 3. April 2024         |
| ------------- | ------------- | --------------------- |
| Pogoń Stettin | 2:1 n. V.     | Jagiellonia Białystok |
| Wisła Krakau  | 2:1           | Piast Gliwice         |

## Finale
| Pogoń Stettin                                           | Pogoń Stettin | Wisła Krakau | Wisła Krakau |
| ------------------------------------------------------- | --- | --- | ------------ |
| Pogoń Stettin                                           | \| 2. Mai 2024 um 16:00 Uhr in Warschau (Stadion Narodowy) \| \| Ergebnis: 1:2 n. V. (1:1, 0:0) \| \| Zuschauer: 47.506 \| \| Schiedsrichter: Tomasz Kwiatkowski (Warschau) \| | \| 2. Mai 2024 um 16:00 Uhr in Warschau (Stadion Narodowy) \| \| Ergebnis: 1:2 n. V. (1:1, 0:0) \| \| Zuschauer: 47.506 \| \| Schiedsrichter: Tomasz Kwiatkowski (Warschau) \| | Wisła Krakau |
| Pogoń Stettin                                           | Valentin Cojocaru – Leonardo Koutris (106. Luka Zahović), Mariusz Malec, Léo Borges, Linus Wahlqvist (91. Kacper Smoliński) – João Gamboa (57. Wahan Bitschachtschjan) – Kamil Grosicki , Adrian Przyborek (81. Marcel Wędrychowski), Alexander Gorgon (86. Benedikt Zech), Fredrik Ulvestad – Efthymis Koulouris Cheftrainer: Jens Gustafsson ( Schweden) | Anton Tschytschkan – Bartosz Jaroch (69. Eneko), Alan Uryga , Joseph Colley, Dawid Szot – Kacper Duda (84. Patryk Gogół), Marc Carbó – Ángel Baena (69. Miki Villar), Ángel Rodado, Jesús Alfaro (77. Joan Román) – Szymon Sobczak (77. Michał Żyro) Cheftrainer: Albert Rudé ( Spanien) | Wisła Krakau |
| Pogoń Stettin                                           | 1:0 Efthymis Koulouris (75.) | 1:1 Eneko (90.+9') 1:2 Ángel Rodado (93.) | Wisła Krakau |
| Pogoń Stettin                                           | João Gamboa (19.), Efthymis Koulouris (90.+2'), Marcel Wędrychowski (90.+5'), Valentin Cojocaru (90.+6'), Wahan Bitschachtschjan (90.+7') | Bartosz Jaroch (40.), Alan Uryga (90.+2'), Ángel Rodado (110.), Anton Tschytschkan (120.+2') | Wisła Krakau |
| 2. Mai 2024 um 16:00 Uhr in Warschau (Stadion Narodowy) | | |              |
| Ergebnis: 1:2 n. V. (1:1, 0:0)                          | | |              |
| Zuschauer: 47.506                                       | | |              |
| Schiedsrichter: Tomasz Kwiatkowski (Warschau)           | | |              |